# Euphorbia macvaughii
Euphorbia macvaughii es una especie de fanerógama perteneciente a la familia de las euforbiáceas.  Es originaria de México  (Colima y Jalisco).

## Taxonomía
Euphorbia macvaughii fue descrita por Carvajal & Lomelí y publicado en Phytologia 49: 189. 1981.
Etimología
Euphorbia: nombre genérico que deriva del médico griego del rey Juba II de Mauritania (52 a 50 a. C. - 23), Euphorbus, en su honor – o en alusión a su gran vientre –  ya que usaba médicamente Euphorbia resinifera. En 1753 Carlos Linneo asignó el nombre a todo el género.
macvaughii: epíteto otorgado en honor del botánico estadounidense Rogers  Macvaugh (1909 - 2009), especialista en la flora de México.